# Nuovo Trasporto Viaggiatori

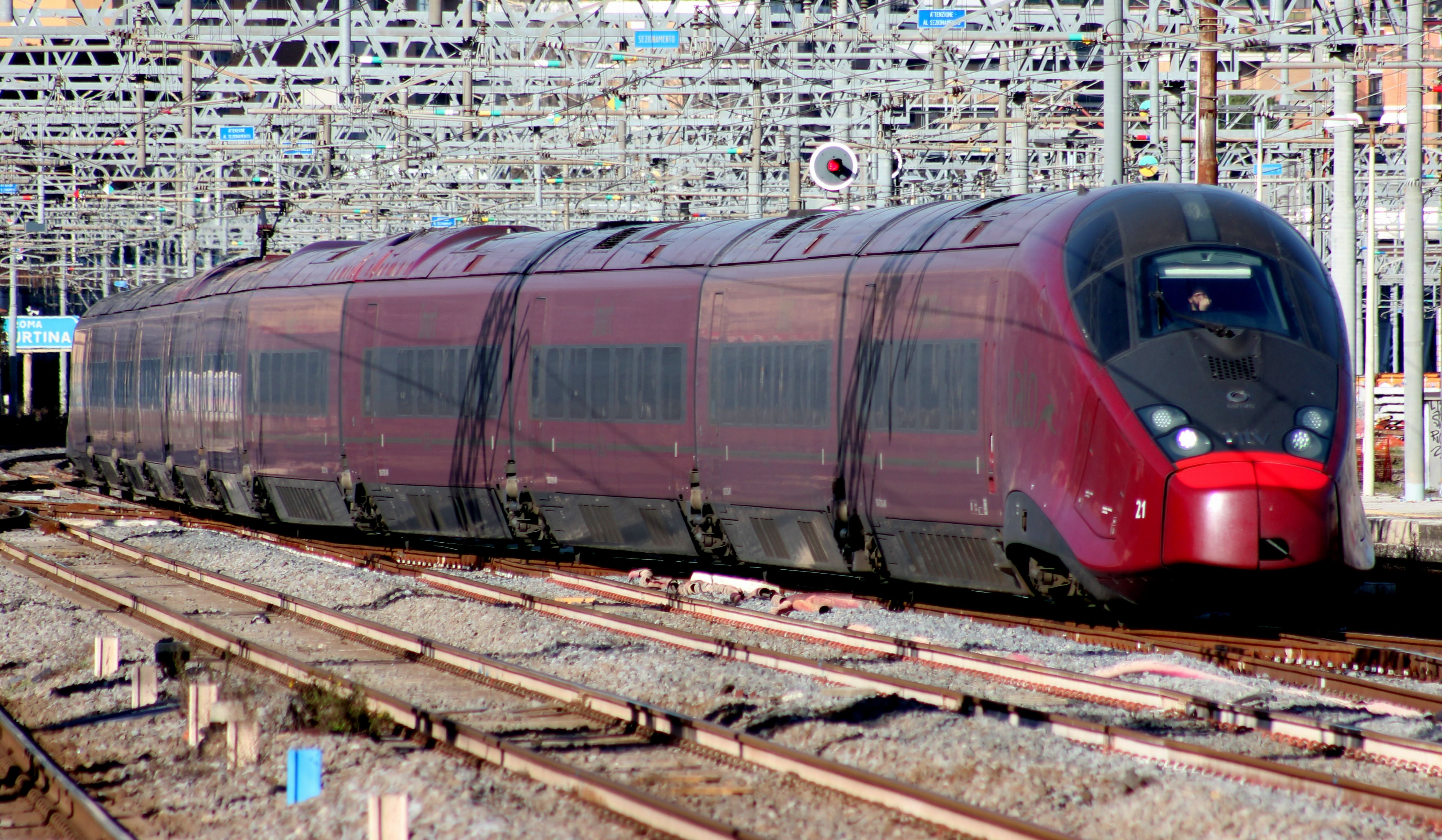
Italo - ETR 575

Italo - Nuovo Trasporto Viaggiatori (Nuevo Transporte Viajeros en italiano), también conocida por su sigla NTV, es una empresa ferroviaria que opera con la marca Italo. Fue fundada por los empresarios Luca Cordero di Montezemolo, Diego Della Valle, Gianni Punzo y Giuseppe Sciarrone en diciembre de 2006 con el objetivo de transformarse en operador ferroviario de alta velocidad a partir de la liberación del sector prevista por la Unión Europea desde el 1 de enero de 2010. La sociedad se convirtió en el primer operador ferroviario privado de alta velocidad en Europa en 2012. 

## Historia
En enero de 2008 la empresa Intesa Sanpaolo ingresó en la sociedad con una cuota del 20% del capital. El 9 de octubre de 2008, NTV y la compañía ferroviaria francesa SNCF anunciaron el ingreso de esta última como accionista de la primera con una participación del 20%, pero vendió su participación en 2015. En abril de 2018 Global Infrastructure Partners adquiere la mayoría accionarial de NTV, pero dejando el 7,74% a los socios minoritarios Luca Cordero di Montezemolo (a través de MCG HOLDINGS S.R.L.); Flavio Cattaneo (a través de PARTIND TRE S.R.L.); Giovanni Punzo (a través de MDP TRE S.R.L.); Isabella Seragnoli (a través de MAIS S.P.A.); Alberto Bombassei (a través de NEXT INVESTMENT S.R.L.); y Peninsula Capital (a través de PII1 S.A.R.L). En septiembre de 2018 entra Allianz en el accionariado, con un 11,5%, y en 2023 Mediterranean Shipping Company adquiere la mayoría accionarial a Global Infrastructure Partners.

## Flota
El 17 de enero de 2008, NTV ordenó 25 trenes de alta velocidad AGV de Alstom, que constan de once vagones cada uno capaz de transportar 462 pasajeros. Luego, NTV adoptó Italo como nombre comercial luego de una encuesta en línea. El 30 de marzo de 2013 entró en servicio a pleno rendimiento toda la flota, compuesta por 25 trenes AGV ETR 575.

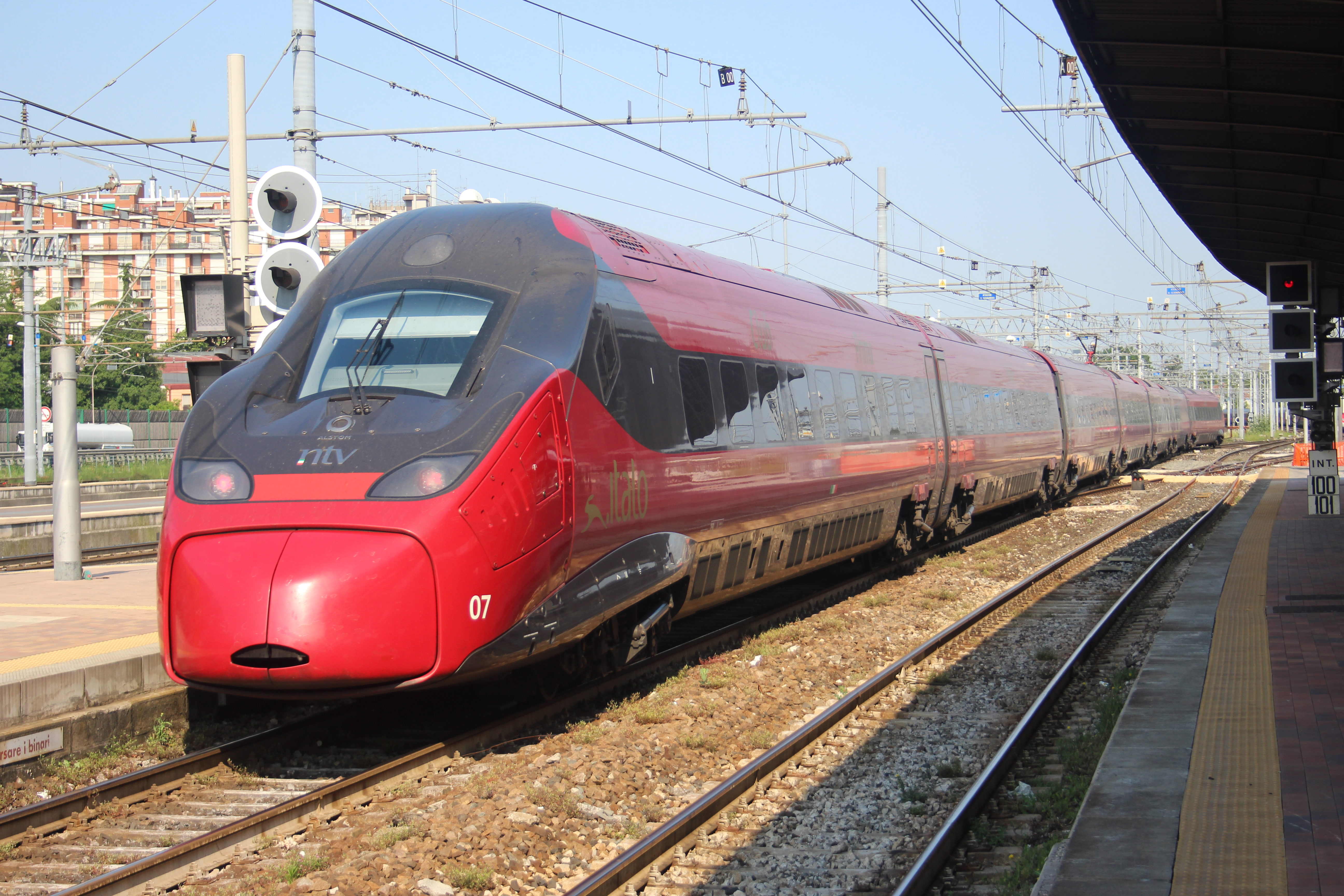
ETR 675.

En octubre de 2015 la compañía firmó un contrato con Alstom para la compra de 12 trenes Alstom Nuevo Pendolino ETR 675 (puestos en servicio bajo la denominación Italo EVO ) y por 30 años de mantenimiento. Estos trenes pueden viajar a la velocidad máxima de250 km/h y consta de 7 vagones, capaces de transportar 472 pasajeros. Tras diferentes ampliaciones del pedido se encargaron 26 unidades. 

## Servicios

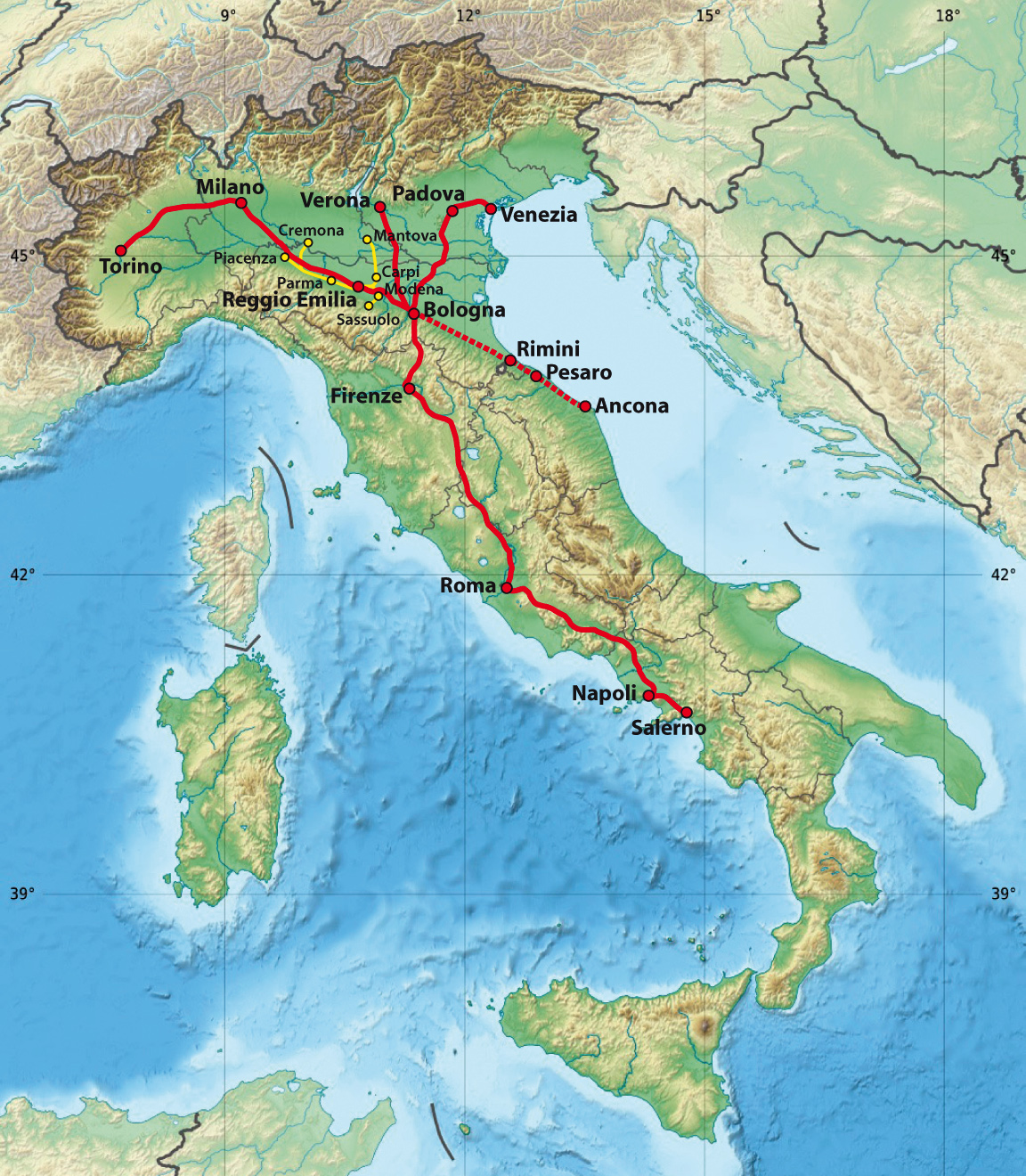
Rutas donde opera .Italo.

NTV tiene previsto iniciar sus servicios a partir de septiembre de 2011 utilizando las Líneas de Alta Velocidad existentes, en directa competencia con Trenitalia, en las siguientes rutas:
- Turín - Milán - Bolonia - Florencia - Roma - Nápoles - Salerno - Agropoli-Castellabate - Vallo della Lucania - Sapri - Maratea - Scalea - Paola - Lamezia Terme - Vibo-Pizzo - Rosarno - Villa San Giovanni - Reggio Calabria , inicialmente limitada a la conexión entre Milán y Nápoles, ampliada posteriormente a las dos terminales actuales. Hasta el 13 de diciembre de 2015 la terminal eraTurín Porta Susa  , mientras que actualmente es Turín Porta Nuova . A partir del 14 de junio de 2020, la ruta se amplía hacia el sur hasta Reggio Calabria .
- Venecia - Padua - Ferrara - Bolonia - Florencia - Roma - Nápoles - Salerno , inicialmente limitada a Nápoles, en 2013 ampliada a Salerno. Del 10 de diciembre de 2017 al 28 de febrero de 2018, la ruta se limitó a Nápoles;
- Brescia - Verona - Bolonia - Florencia - Roma - Nápoles - Salerno , activado en diciembre de 2015.
- Turín - Milán - Brescia - Verona - Vicenza - Padua - Venecia , activo desde el 1 de mayo de 2018.
- Bolzano - Trento - Verona - Bolonia - Florencia - Roma - Nápoles - Salerno , activa desde el 1 de agosto de 2018.
- Bérgamo - Brescia - Verona - Bolonia - Florencia - Roma - Nápoles , activa desde el 10 de marzo de 2019.
- Nápoles - Roma - Florencia - Bolonia - Ferrara - Padua - Venecia - Treviso - Conegliano - Pordenone - Udine , activa desde el 1 de octubre de 2019.
- Milán - Bolonia - Rimini - Riccione - Pesaro - Ancona , activa desde julio de 2020.
- Nápoles - Roma - Florencia - Forlì - Cesena - Rimini - Riccione - Cattolica - Pesaro , activa desde junio de 2021.
- Turín - Milán - Reggio Emilia - Bolonia - Florencia - Roma - Caserta - Benevento - Foggia - Barletta - Trani - Bisceglie - Molfetta - Bari , activo desde mayo de 2021.
- Nápoles - Roma - Florencia - Bolonia - Rovigo - Padua - Venecia - Portogruaro - Latisana - Monfalcone - Trieste, activo desde mayo de 2021.

Estas rutas se operan bajo la marca comercial .Italo.